# أنطونيو مورينو سانشيز
انتونيو مورينو (بالإسبانية: Antonio Moreno Sánchez)‏ (13 فبراير 1983 ببويرتو ريال في إسبانيا - ) هو لاعب كرة قدم إسباني في مركز الدفاع. لعب مع أتلتيكو مدريد ب وأتلتيكو مدريد وكولتورال ليونيسا ونادي بياترا نيامتس ونادي غوادالاخارا ونادي غيخيليو وأتلتيكو سانلوكينو وأتلتيكو مدريد ج ونادي ماردة ‏.

## وصلات خارجية
- انتونيو مورينو على موقع قاعدة بيانات كرة القدم.إي يو (الإنجليزية)
- انتونيو مورينو على موقع Soccerway.com (الإنجليزية)